# Orannakapelle

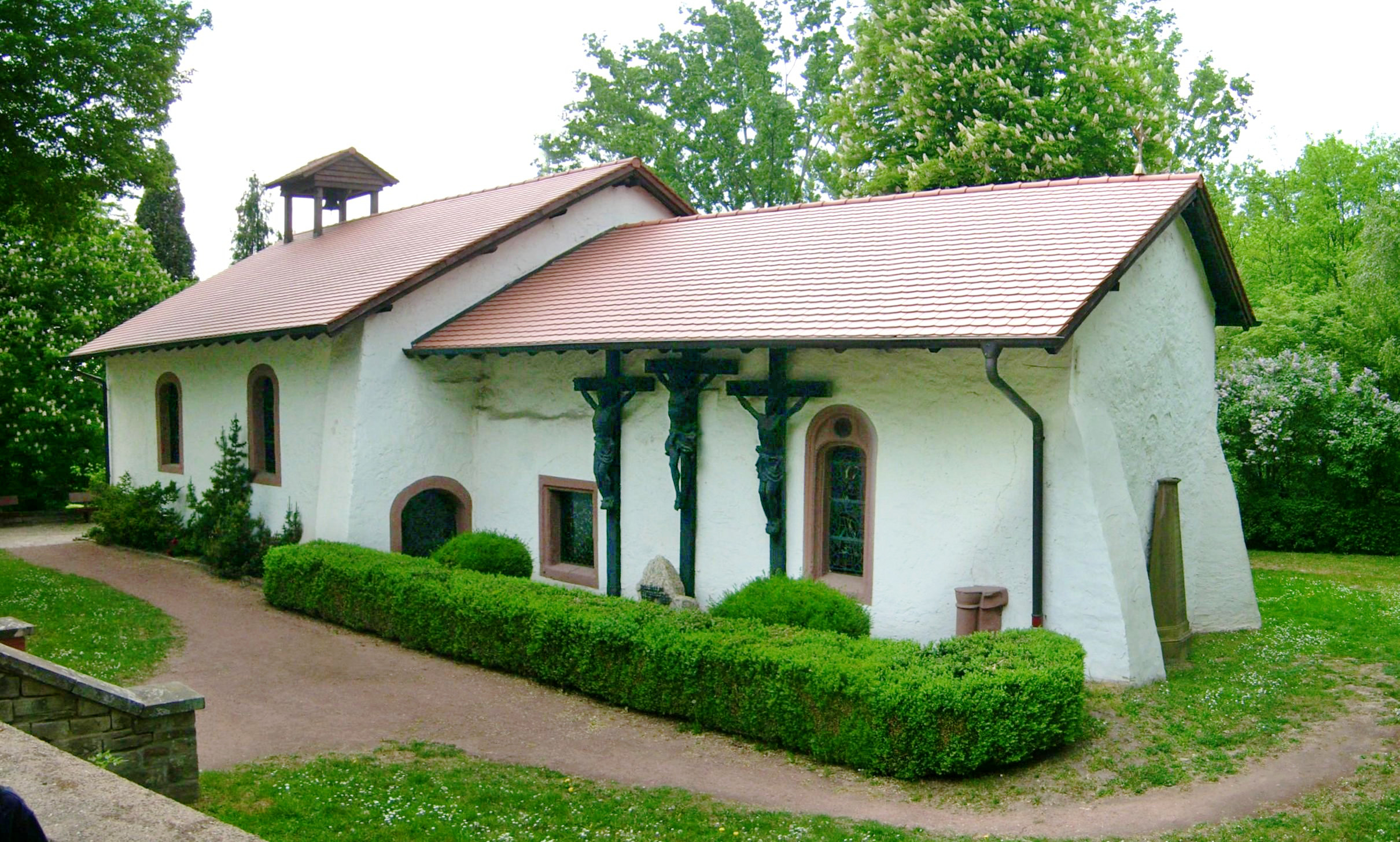
Blick auf die Orannakapelle

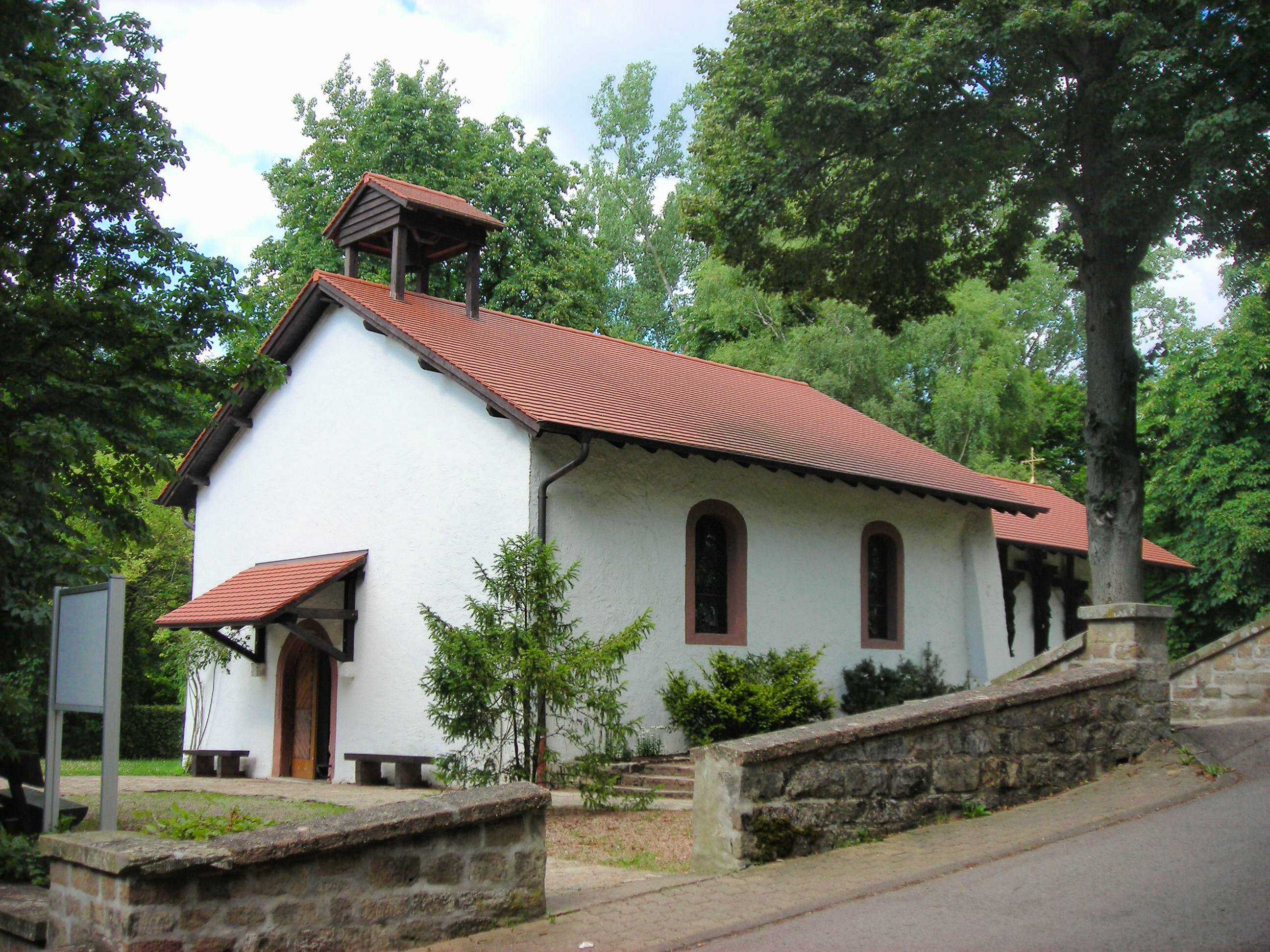
Eingangsbereich

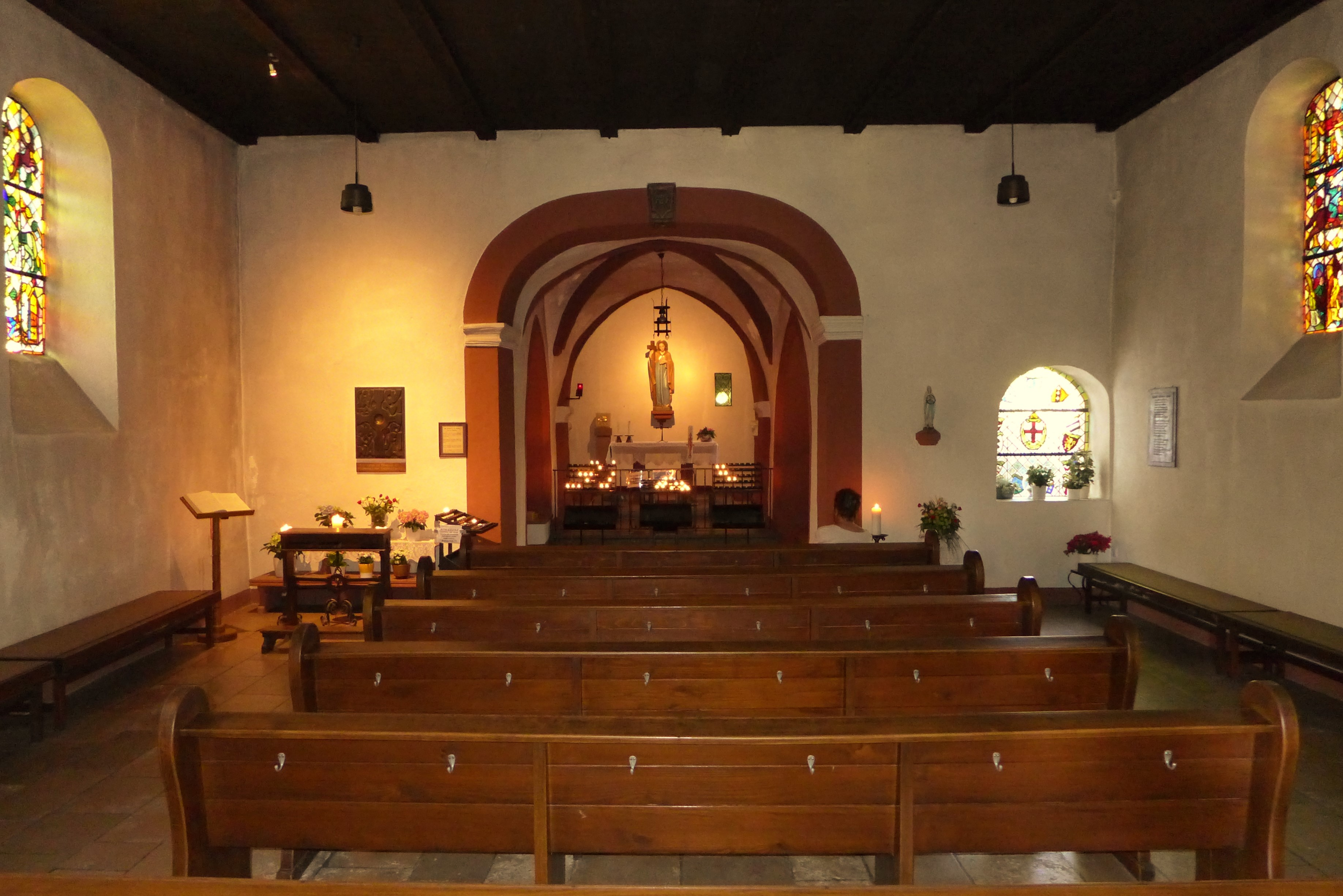
Inneres der Kapelle

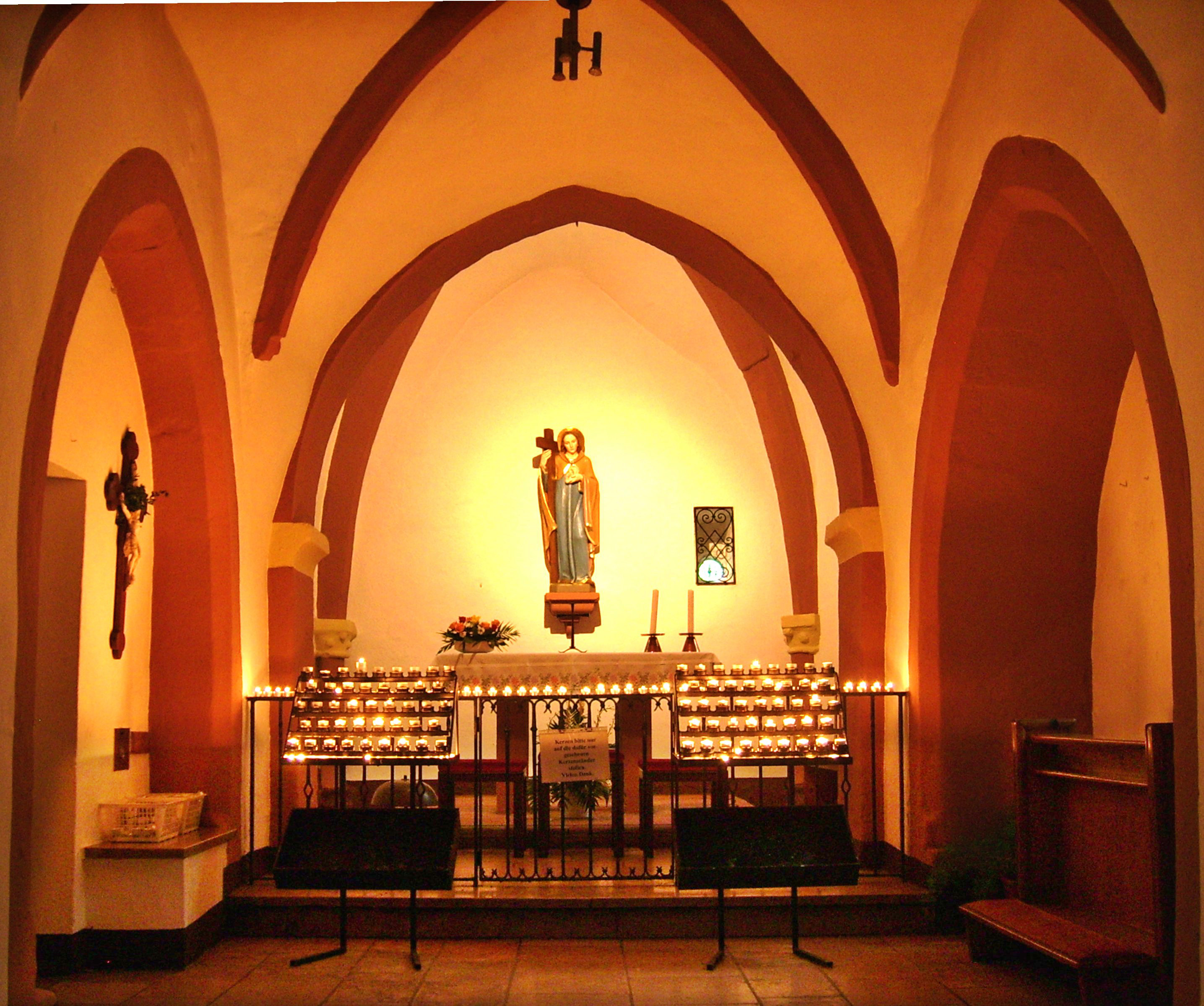
Chor und Altarbereich mit einem kleinen Hagioskop rechts neben der Orannastatue

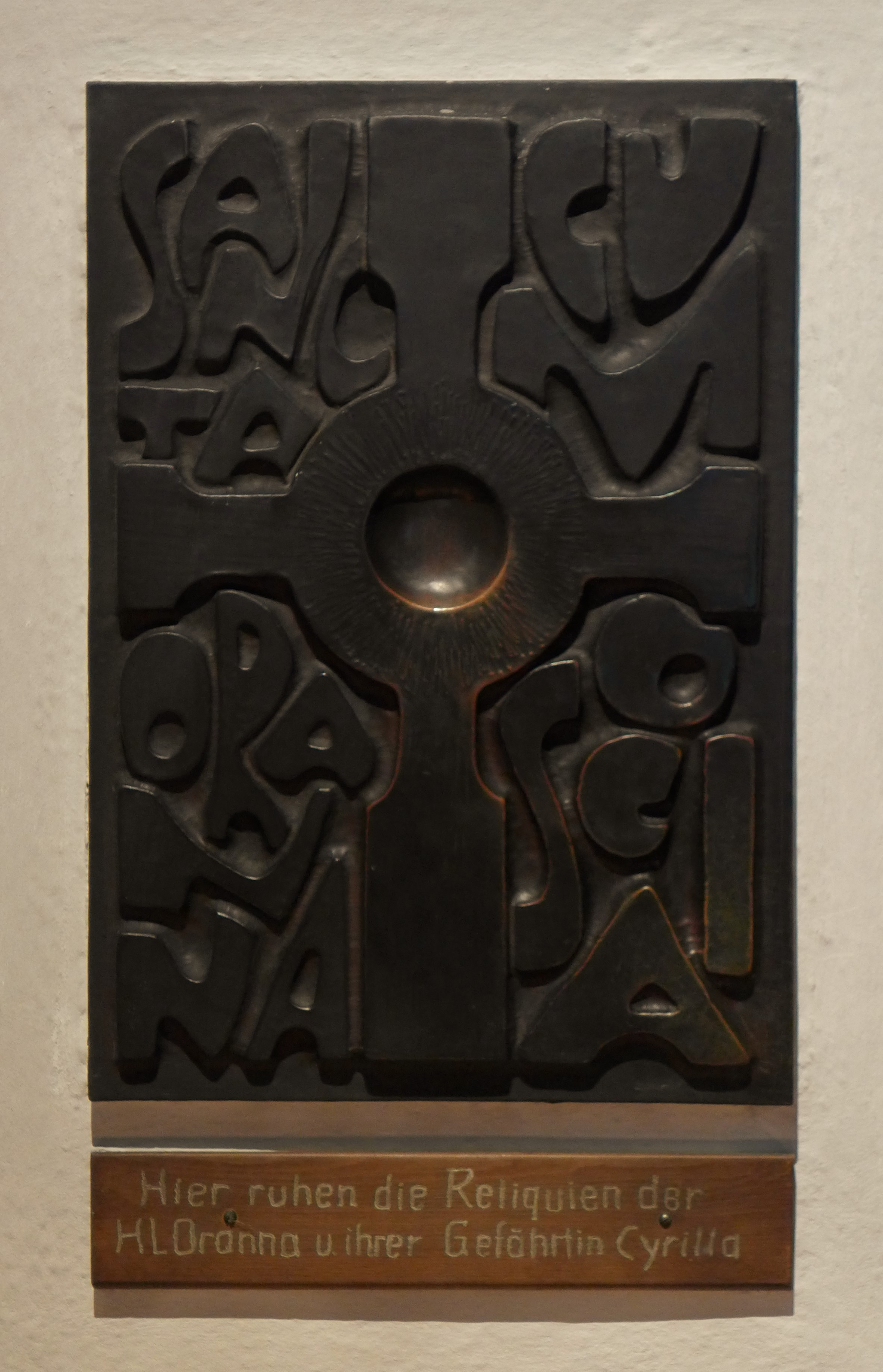
Wandgrab der heiligen Oranna und ihrer Gefährtin Cyrilla in der Orannakapelle

Die Orannakapelle ist eine Grabeskirche in dem Überherrner Ortsteil Berus. Sie ist der heiligen Oranna geweiht.

## Geschichte
Die Orannakapelle war ursprünglich die Pfarrkirche der heutigen Wüstung Eschweiler. Ab 1220 war die Pfarrei selbstständig und bis 1750 gehörten zur neuen Pfarrei Berus unter anderem die Orte Altforweiler, Bisten, Felsberg, Neuforweiler. Eschweiler selbst wurde im Bauernkrieg 1566 zerstört.
Ihren Namen hat die Kapelle von der Grablege der Oranna und Cyrilla, die in der Kirche in einem einzigen Sarkophag bestattet waren. Im Spätmittelalter entwickelte sich die kleine Kirche zu einem Wallfahrtsort. Der Metzer Weihbischof ließ daher am 3. Mai 1480 aufgrund einer Prüfung der Berechtigung der Wallfahrt den Sarkophag der Kapelle öffnen. Dabei wurden zwei Frauenskelette gefunden. 1719 wurden die Gebeine in die Stadtkirche von Berus überführt.
In der Folgezeit wurde die Kapelle kaum noch benutzt und nur notdürftig instand gehalten. Mehrfach wurde die Kapelle zerstört und wiederaufgebaut. Während der Französischen Revolution wurde die Orannakapelle unter der Auflage versteigert, die baufällige Kirche abzureißen. Doch die neuen Besitzer aus dem Ort ließen weiterhin Gottesdienste abgehalten. Sie wurden angezeigt und das Dach der Kapelle daraufhin eingerissen. In den folgenden Jahren wurde die Kapelle baufällig. 1814 wurde sie mit Spendengeldern notdürftig gesichert, doch schon 1829 war die Kapelle erneut einsturzgefährdet und eine Nutzung vom neu zuständigen Trierer Bischof Josef von Hommer untersagt. Noch im gleichen Jahr wurde die Kapelle allerdings dauerhaft wiederhergerichtet.
Die Inneneinrichtung wurde bei einem alliierten Angriff im Jahr 1940 zerstört, der Bau blieb aber weitgehend intakt. Im Jahr 1946 wurde das Gebäude durch den Saarbrücker Architekten Rudolf Güthler (1906–1984) renoviert und dabei ein neuer Dachreiter mit Glocke aufgesetzt. Die Quelle vor der Kapelle wurde als Oranna-Brunnen mit einer zunächst tönernen, dann bronzenen Figur der Ortsheiligen im Segensgestus von dem Künstler Martin Fröhlich im Jahr 1952 neu gefasst. Am Ostersonntag 1946 erfolgte die Neuweihe der Wallfahrtsstätte durch den Trierer Bischof Franz Rudolf Bornewasser. Im Jahr 1951 fand eine umfassende Renovierung statt. Die Gebeine der Heiligen wurden im Jahr 1969 feierlich aus der Beruser Pfarrkirche in die Kapelle rückübertragen. Die Beruser Kirche St. Martin erhielt als Ersatz dafür eine Reliquie.

## Architektur
Die ältesten erhaltenen Teile der Oranna-Kapelle sind hochgotische Reste im Bereich des Chores aus der Zeit um 1230. Das zugemauerte ehemalige Achsfenster hinter der aktuellen Orannastatue im rechteckigen Chorbereich, dessen spätgotisches Maßwerk sich im Mauerwerk des Außenbaues abzeichnet, stammt vermutlich von einer spätmittelalterlichen Umbaumaßnahme. Äußerlich gliedert sich die Kirche in einen höheren und breiteren Teil und einen niedrigen, schmalen. Der höhere Teil bildet im Inneren einen kleinen Rechtecksaal, der kleinere nimmt den rechteckigen Chor auf. Die großen Fenster sind mit Segmentbögen gestaltet. Außerdem gibt es kleinere quadratische Fenster. Die Kirche wurde um 1480 erweitert und im 17. bis in das 19. Jahrhundert nach Westen erweitert. Der durch die Kampfhandlungen des Zweiten Weltkrieges in Mitleidenschaft gezogene Sakralbau wurde ab dem Jahr 1946 wiederhergestellt.
Der Putzbau hat im Saal zwei Fensterachsen, im Chor eine. Auf dem Satteldach ruht ein Dachreiter mit Glocke. Mächtige Strebepfeiler an den Seiten und dem geraden Chorabschluss sind vor die Mauern gesetzt worden und verleihen der Kapelle ein trutziges Aussehen. Das Portal der Kirche ist schlicht gehalten. Die Doppeltür aus Holz wird von einem Rundbogen mit Sandsteinlaibung umrahmt.

## Ausstattung

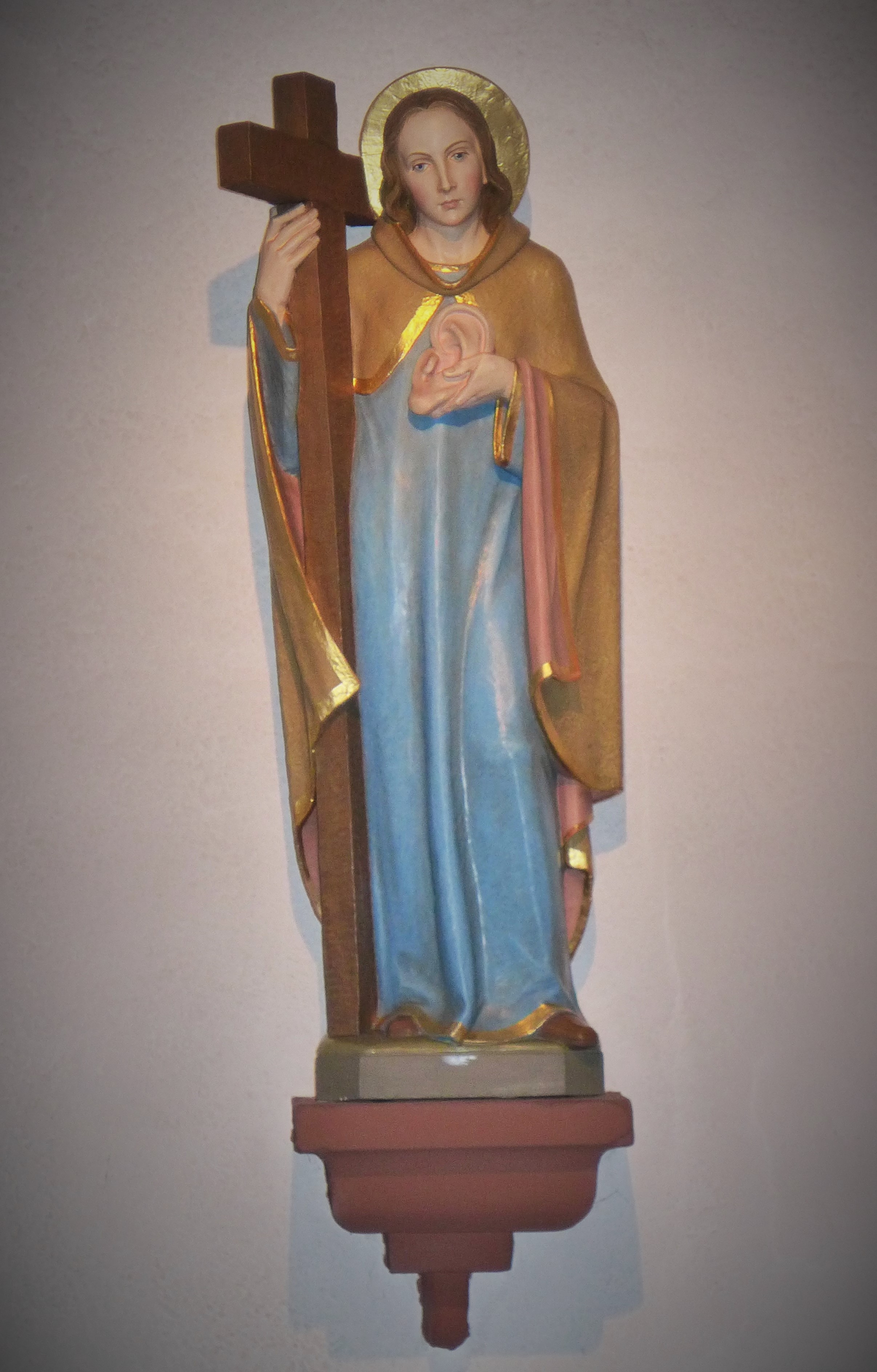
Skulptur der heiligen Oranna mit Kreuz und Ohrmuschel in der Kapelle

Der Maler Fritz Zolnhofer schuf das Triptychon „Aus der Tiefe rufe ich“ zum Andenken an die 299 bei der Schlagwetter-Explosion in der Grube Luisenthal am 7. Februar 1962 im Abbaubereich Alsbachfeld ums Leben gekommenen saarländischen Bergleute. Der Metallbildhauer Harry Leid (1933–1999) fertigte im Jahr 1969 ein Kupferrelief als Deckplatte des Wandgrabes von Oranna und Cyrilla.
Der Chor mit Kreuzrippengewölbe hat zu beiden Seiten Nischen. Die Apsis schmückt über einem einfachen Altarblock eine auf einer Konsole stehende farbig gefasste Figur der hl. Oranna mit Kreuz und Ohrmuschel. Hier stand bis zu den Zerstörungen des Zweiten Weltkrieges ein neogotischer schreinartiger Altar mit mittlerem Zwerchhaus, das von zwei Heiligenstatuen flankiert wurde und über dem sich ein Kruzifix erhob. Man betritt den Chor durch einen farblich abgesetzten Korbbogen mit betontem Schlussstein und profiliertem Gesims.

## Fenster
Der elsässische Künstler Tristan Ruhlmann (1923–1982) aus Hagenau schuf nach den Zerstörungen des Zweiten Weltkrieges im Jahr 1952 in mittelalterlicher Manier neue Fenster mit Szenen aus dem Leben der hl. Oranna, ein Wappenfenster (Das Wappen der Abtei Wadgassen mit dem Mottospruch „Desertum florebit quasi lilium“ umgeben von 13 Adelswappen) sowie Heiligendarstellungen.

### Wappenfenster
Das Rundbogenfenster an der südlichen Ostseite des Schiffs (1,20 m × 1,03 m) zeigt Wappen von Adelsherrschaften, die im Lauf der Geschichte Einfluss auf die Orte Eschweiler und Berus ausübten.
Zentral ist das Wappen der Prämonstratenserabtei Wadgassen (Wadegotia) zu sehen. Das Kloster Wadgassen hatte seit dem Beginn des 13. Jahrhunderts bis zur Auflösung der Abtei im Jahre 1792 die Orannakapelle seelsorglich betreut. Die lateinische Inschrift bedeutet in deutscher Übersetzung: „Das wüste Land wird aufblühen wie eine Lilie.“
Um das Wadegotia-Wappen herum gruppieren sich 13 weitere feudale Hoheitszeichen:
- Ganz oben steht das Beruser Löwenwappen.

Im Uhrzeigersinn folgen:
- Das Adlerwappen des Herzogtums Lothringen, zu dem Berus historisch gehörte.
- Das Balkenwappen der Grafen von Isenburg, die seit dem 16. Jahrhundert Herrschaftsrechte in Berus ausübten.
- Das Löwenwappen der Adelsfamilie Flörchingen erinnert an Übertragungen von Besitzrechten an die Abtei Wadgassen im frühen 13. Jahrhundert.
- Das Wappen des Wadgassener Abtes Michael Stein (Amtszeit 1743 bis 1778) erinnert an den Bau des Kirchenschiffes der Beruser Pfarrkirche in den Jahren 1749 bis 1750 und die Übertragung der Gebeine von Oranna und Cyrilla in dorthin.
- Das Kreuzwappen des Erzbistums Trier, dem die Oranna-Kapelle im Jahr 1821 unterstellt wurde.
- Das Wappen des Wadgassener Abtes Hermann Mertz (Amtszeit 1705 bis 1743), der im Jahr 1719 die Gebeine von Oranna und Cyrilla von Eschweiler nach Berus in die Kapelle Heilig Kreuz (heute Friedhofskapelle) umgebettet.
- Das Würfelwappen des Philipp von Flamborn erinnert an die Wahl des Eschweiler Pfarrers im Jahr 1381 zum Abt von Wadgassen.
- Das Kreuzwappen mit der Banderolenaufschrift „Metz“ zeigt das Wappen des Bistums Speyer. Es steht für Konrad von Scharfenberg, der zugleich Bischof von Speyer (1200–1224) und Metz (1212–1224) sowie Kanzler des römisch-deutschen Reiches war. Er regelte im Jahr 1223 die rechtlichen und pastoralen Verhältnisse in Eschweiler neu.
- Das Wappen der Dynastie d’Haraucourt erinnert an eine der adeligen Familien, die in Berus residierten.
- Das Wappen der Adelsfamilie Hattstein sowie das Wappen der Adelsfamilie Metternich erinnern an die Einrichtung von Messstiftungen und regelmäßigen Almosenspenden durch Gutta von Hattstein und Maria Margaretha von Metternich im 17. Jahrhundert.
- Das Löwenwappen von Saarbrücken erinnert an die Grafen von Saarbrücken, die das Kloster Wadgassen im 12. Jahrhundert gegründet hatten, und deren Verbindungen zu Berus.

### Orannafenster
Vier Korbbogenfenster im Kapellenschiff zeigen Episoden aus dem Leben der heiligen Oranna und
deren Gefährtin Cyrilla im 6. und 7. Jahrhundert (je 1,65 m × 0,85 m).
- St. Oranna und ihre Gefährtin verkünden den keltisch-fränkischen Einwohnern des Saargaues die Botschaft des Christentums.
- Oranna rettet einen verirrten fränkischen Edelmann und heilt dessen Taubheit.
- Oranna wird durch ein Ährenwunder vor den Nachstellungen eines Ritters bewahrt.
- Die Öffnung des Sarkophags von Oranna im Jahr 1480 und die Überführung der Gebeine nach Berus im Jahr 1719.

### Kreuzabnahmefenster
Das Rechteckfenster in der Südwand des Verbindungsjoches zeigt die Beweinung Jesu im Schoß seiner Mutter Maria mit dem heiligen Johannes und der heiligen Maria Magdalena (1,10 m × 0,90 m).

### Chorfenster
Die beiden Korbbogenfenster im Chor zeigen die heilige Oranna (Südwand) sowie die heilige Barbara von Nikomedien (Nordwand) (je 1,30 m × 0,63 m).

### Hagioskop
Rechts der Orannastatue im Altarbereich befindet sich ein kleines, von innen vergittertes Fensterchen. Es ist innen hochrechteckig und außen als runder Okulus ausgeformt und diente entweder als Totenleuchte für den angrenzenden Kirchhof oder als Sakramentsschrein bzw. als Hagioskop, durch das man von außen auf den Altar und das Heiligengrab schauen konnte. Damit ermöglichte man im Mittelalter Infektionskranken, die Teilnahme am Gottesdienst, ohne die Gemeinde der Gefahr einer Infektion auszusetzen. Eine besondere Ausbreitung fanden Hagioskope ab dem 12. Jahrhundert, als Europa von der Lepra heimgesucht wurde. Besonders in dünn besiedelten Landstrichen, in denen es keine Leprosorien mit eigenen Kapellen gab, sondern wo die Kranken als Nichtsesshafte leben mussten, wurde ihnen durch die Hagioskope die Teilnahme an der Feier der heiligen Messe ermöglicht. Die Hagioskope ermöglichten den auf dem Kirchhof stehenden Kranken, die man als „lebende Leichname“ ansah, einen Blick in den Altarbereich und auf die in der Eucharistie gewandelten Abendmahlselemente Brot und Wein. Die Hagioskope wurden von wohltätigen Spendern für die Aussätzigen bezahlt, um so etwas für ihr Seelenheil zu tun. Die meisten Lepraspalten mauerte man nach dem Abklingen der großen Infektionswellen Ende des 16. Jahrhunderts zu. Das Hagioskop-Fenster in der Orannakapelle ist somit nicht nur ein interessantes Zeugnis der Architektur-, sondern auch der Medizin- und Sozialgeschichte Europas. 
Darüber hinaus stellte das kleine Fenster während der Messfeier den Kontakt zwischen den Lebenden im Sakralraum und den Toten auf dem umgebenden Kirchhof her. Die Toten konnten, in der Vorstellungswelt der Zeit, so auf besondere Weise am Gottesdienst teilnehmen und des Segens teilhaftig werden, der von den gewandelten Substanzen der Hostie und des Messweins ausging. Durch das fürbittende Messopfer, so der damalige Glaube, sollte die Dauer des Fegefeuers verkürzt werden.

## Umfeld

### Orannabrunnen

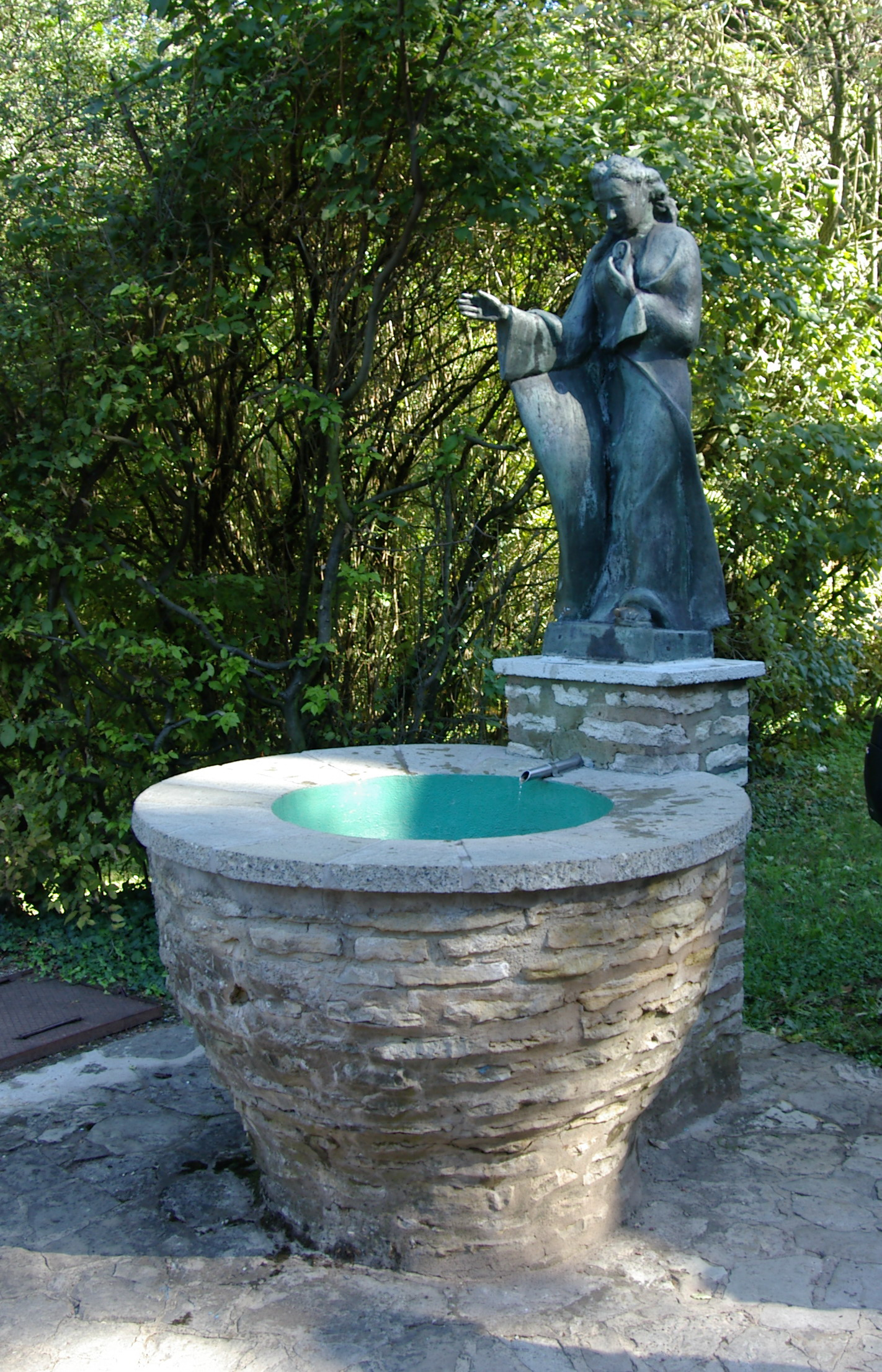
Orannabrunnen in Berus, Bronzeplastik von Martin Fröhlich, Erstfassung in Terrakotta im Jahr 1952, Maße der Statue: 1,30 × 0,40 × 0,60 m, Höhe mit Brunnen: 2,90 m

Die Kapelle steht an einem Hang mit Gefälle nach Nordwesten. Im Norden und Westen wurde eine Böschungsmauer errichtet. Auf dem Vorplatz der Kapelle steht ein kleiner runder Brunnen. Das Brunnenbecken besteht aus Bruchsteinen und verjüngt sich nach unten. Dahinter steht auf einem Sockel eine Metallplastik der hl. Oranna des Beruser Künstlers Martin Fröhlich (* 1930). Oberhalb der Kapelle liegt auf der anderen Straßenseite ein größerer Parkplatz für Besucher der Kapelle.

### Kruzifixe
Auf der Südseite der Kapelle stehen drei Kruzifixe aus der Werkstatt der Beruser Bildhauerbrüder Guldner. Davor befindet sich das Grab von Wilhelm Kornelius (1905–1978), der hier von 1941 bis 1978 Pastor war.

### Ehemaliger Aussichtsturm
Während des Saarabstimmungskampfes (1933–1935) versuchte die nationalsozialistische Propaganda, die grenzüberschreitende Bedeutung des Oranna-Kultes für ihre Zwecke zu instrumentalisieren. Im Jahr 1934 wurde in der Nähe der Orannakapelle ein 28 m hoher Aussichtsturm errichtet, dem man zunächst den Namen „St.-Oranna-Turm“ gab. Diese Namensgebung diente allerdings nur als religiöse Tarnbezeichnung, denn das Bauwerk sollte eigentlich als Hindenburgturm eine enge politische Verbindung zur nationalsozialistischen Herrschaft dokumentieren. Allerdings fürchtete man noch Sanktionen seitens der Internationalen Regierungskommission des Saargebietes. Die Grundsteinlegung zum Turm in Berus feierte man am 24. Juni 1934. Nach der Machtübernahme der NSDAP im Saargebiet nach der Volksabstimmung vom 13. Januar 1935 wurde der Turm unmittelbar in Hindenburgturm umbenannt und am 1. März 1935 der Öffentlichkeit übergeben. Der Hindenburgturm sollte den territorialen Anspruch auf das nahe lothringische und luxemburgische Moselland manifestieren. Seine grenznahe Positionierung stellte vor allem eine politische Provokation für Frankreich dar. Der Turm entwickelte sich bald zu einem beliebten Ausflugsziel der Region, so dass im Jahr 1936 ein Gasthaus angebaut wurde. Doch bereits am 23. September 1939 wurde der Turm beseitigt, um der französischen Artillerie keinen Orientierungspunkt zu bieten.

## Religiöser Kultus

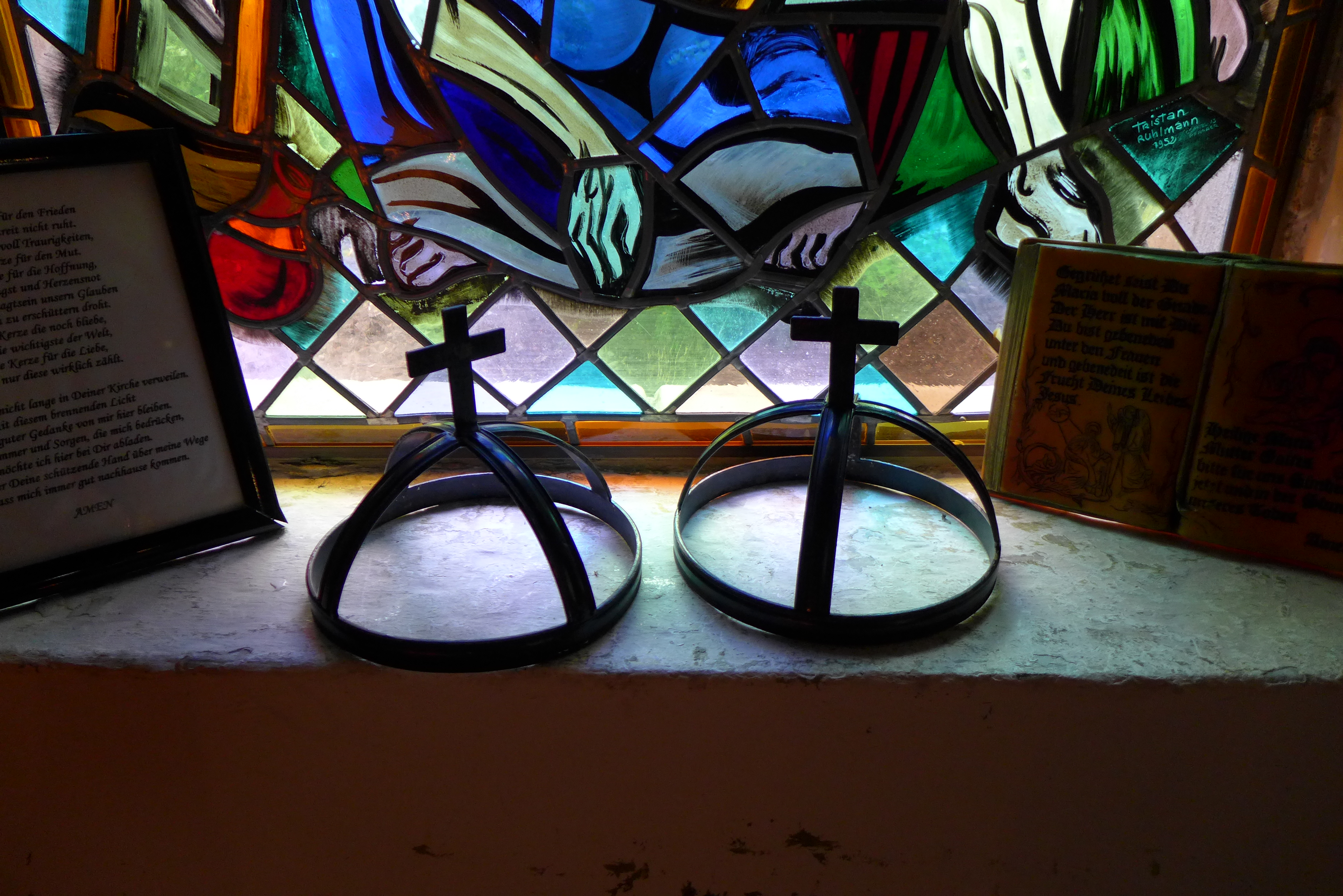
Oranna-Kronen im Inneren der Kapelle; Das Aufsetzen der Kronen und die Verrichtung von Gebeten soll den Gläubigen von inneren und äußeren Leiden heilen.

Der Oranna-Kult erlebte im 20. Jahrhundert einen Aufschwung im Zusammenhang mit den drohenden oder bereits begonnenen Weltkriegen. Er drückte sich besonders in zwei Musikstücken aus. Kurz vor dem Ersten Weltkrieg schrieben in Metz-Queuleu die Lehrer Theodor Lerond aus Kochern bei Forbach (Text) und Michael Zurluth aus St. Johann bei Zabern (Melodie) das sogenannte Orannenlied auf Bitten der gläubigen Ehefrau des in Queuleu beschäftigten Hauptlehrers Beining. Das Orannenlied wurde seit seinem ersten öffentlichen Vortrag im Jahr 1918 fester Bestandteil der Wallfahrt nach Berus. In den Jahren 1944/1945 schrieb der Saarlouiser Verleger Hans Hausen zwei weitere Strophen zu dem Lied. Verschiedene Elemente des Orannaliedes kehren in der Orannamesse wieder, die der Domkapellmeister von Luxemburg, J. P. Schmidt, im Jahr 1942 auf Bitten des Beruser Pastors Kornelius komponierte. Die Messe wurde erst nach Kriegsende vollendet und am Orannatag 1952 uraufgeführt. Der Oranna-Kult blieb eine weitgehend in der Volksfrömmigkeit verwurzelte Tradition. Die jährliche Wallfahrt am dritten Sonntag im September verbindet seit Jahrhunderten die Gläubigen im Grenzraum, und die Grabkirche von Berus verkörpert bis heute einen Bereich positiver Beziehungen zwischen dem Saarland und Lothringen.